# Антилопа лехве
Лехве, червоний лехве або південний лехве (Kobus leche) — це антилопа, яка мешкає в заболочених місцях південно-центральної Африки. Батьківщиною є Ботсвана, Замбія, південно-східна частина Демократичної Республіки Конго, північно-східна Намібія та східна Ангола, особливо в дельті Окаванго, рівнині Кафуе та водно-болотних угіддях Бангвеулу. Вид досить поширений в зоопарках і фермах диких тварин.

## Ареал
Ареал лехве — Ботсвана, Замбія, південно-східна частина Демократичної Республіки Конго, північно-східна Намібія та східна Ангола, головним чином в дельті річки Окаванго, рівнині Кафуе та болотах Бангвеулу. Вид часто можна зустріти в зоопарках і фермах диких тварин.

## Опис
Дорослі лехве зазвичай мають висоту 90-100 см (на рівні плеча) і важать від 50 до 100 кг, самці більші за самок. Лехве золотисто-коричневі з білим черевцем. Самці зазвичай темніші за кольором, але конкретний відтінок і кількість чорного кольору на передніх ногах, грудях і тілі відрізняються залежно від підвиду. Довгі спіралеподібні роги мають форму ліри, і їх мають лише самці. Задні ноги трохи довші, ніж у інших антилоп, що полегшує біг на великі відстані по болотистій місцевості.

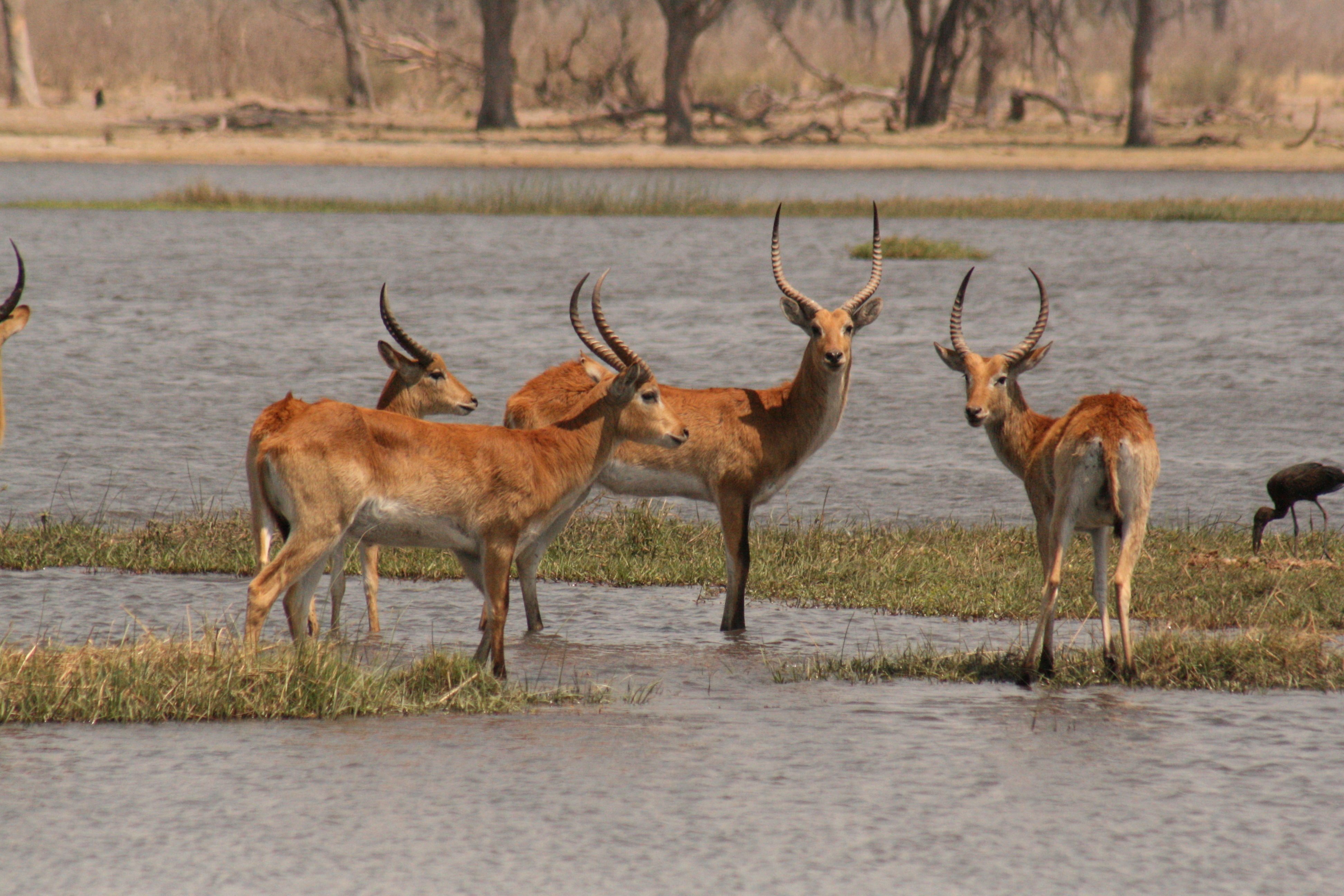
Дорослі червоні лехве в дельті Окаванго, Ботсвана
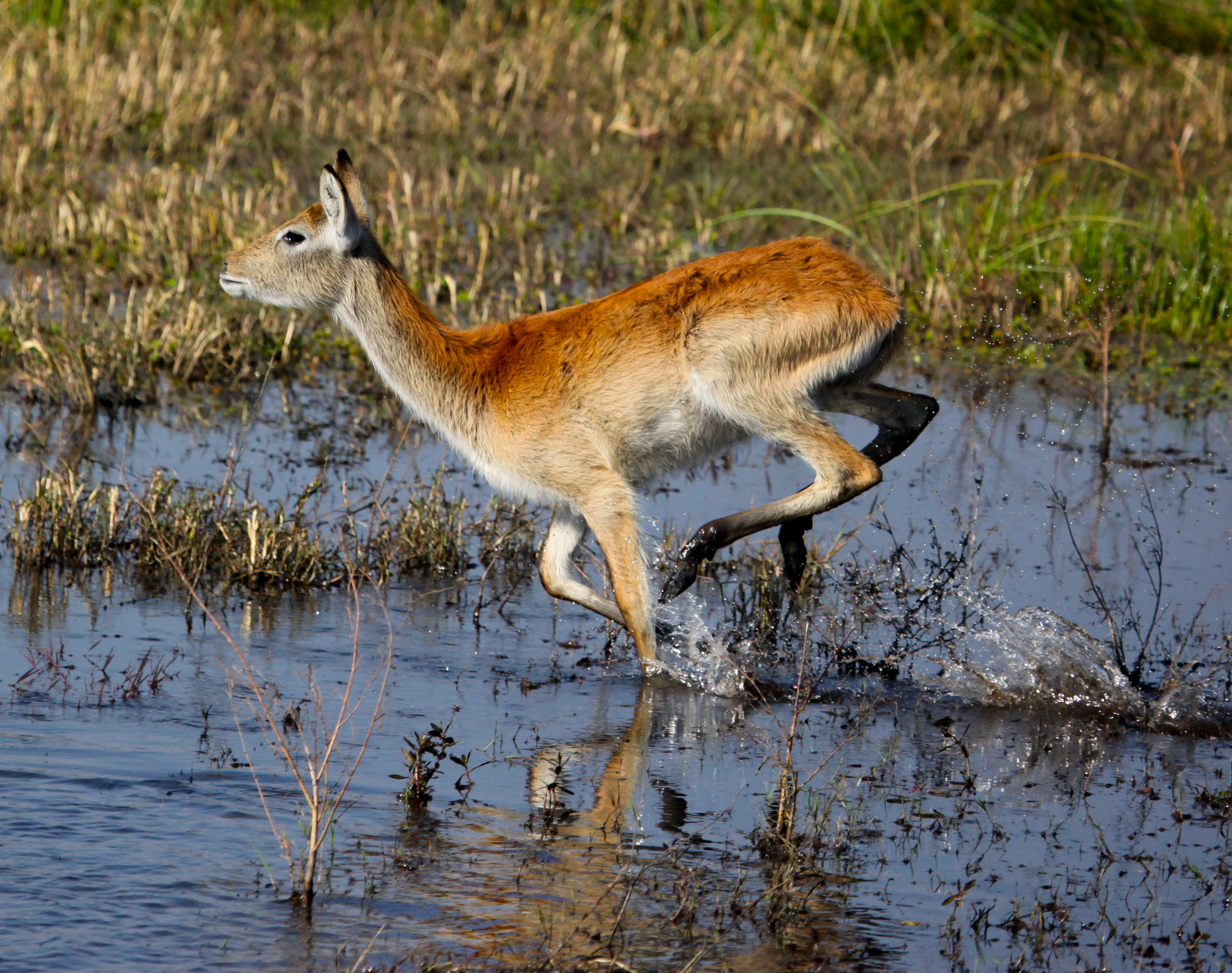
Самка червоного лехве, дельта Окаванго
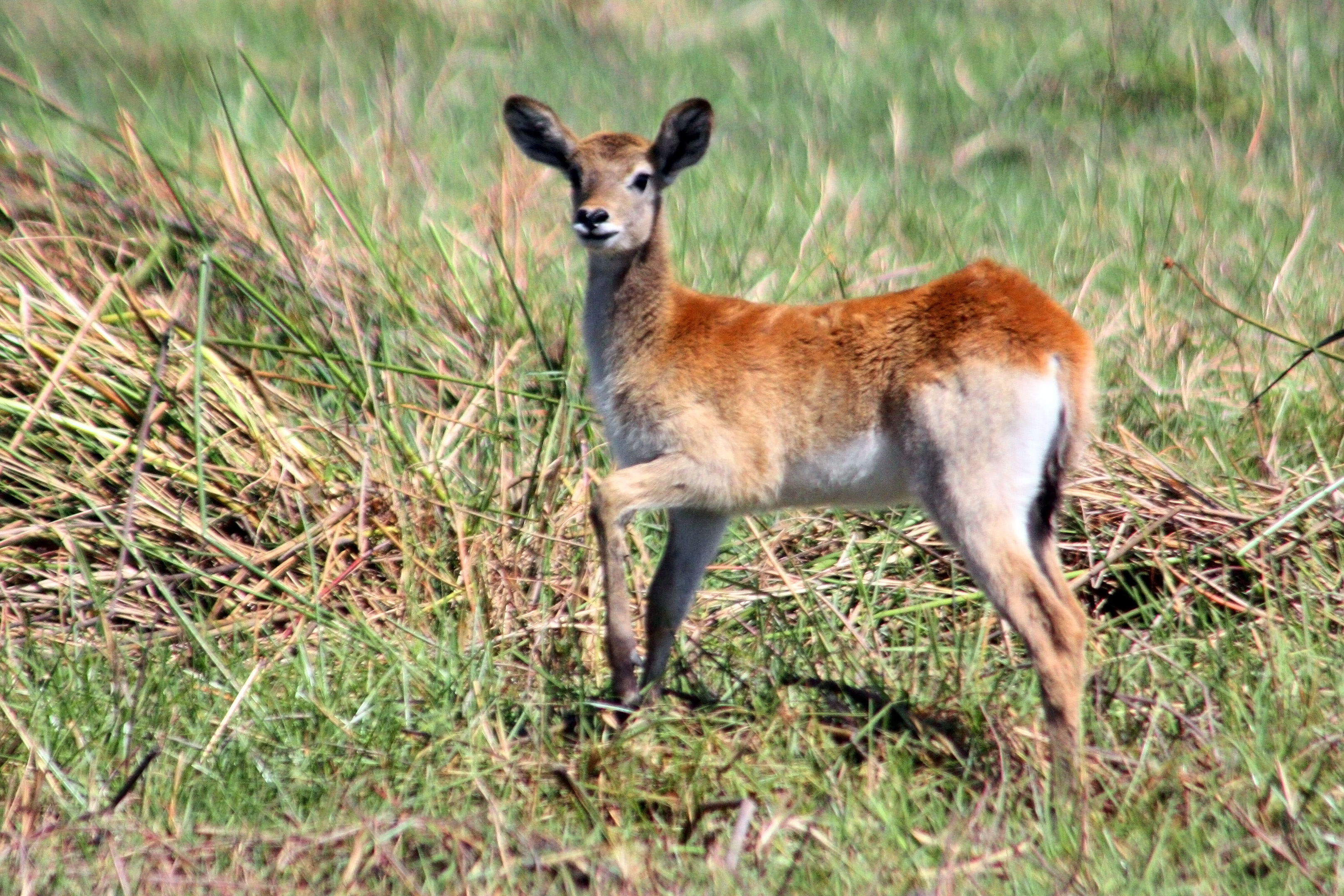
Молодий червоний лехве, дельта Окаванго, Ботсвана
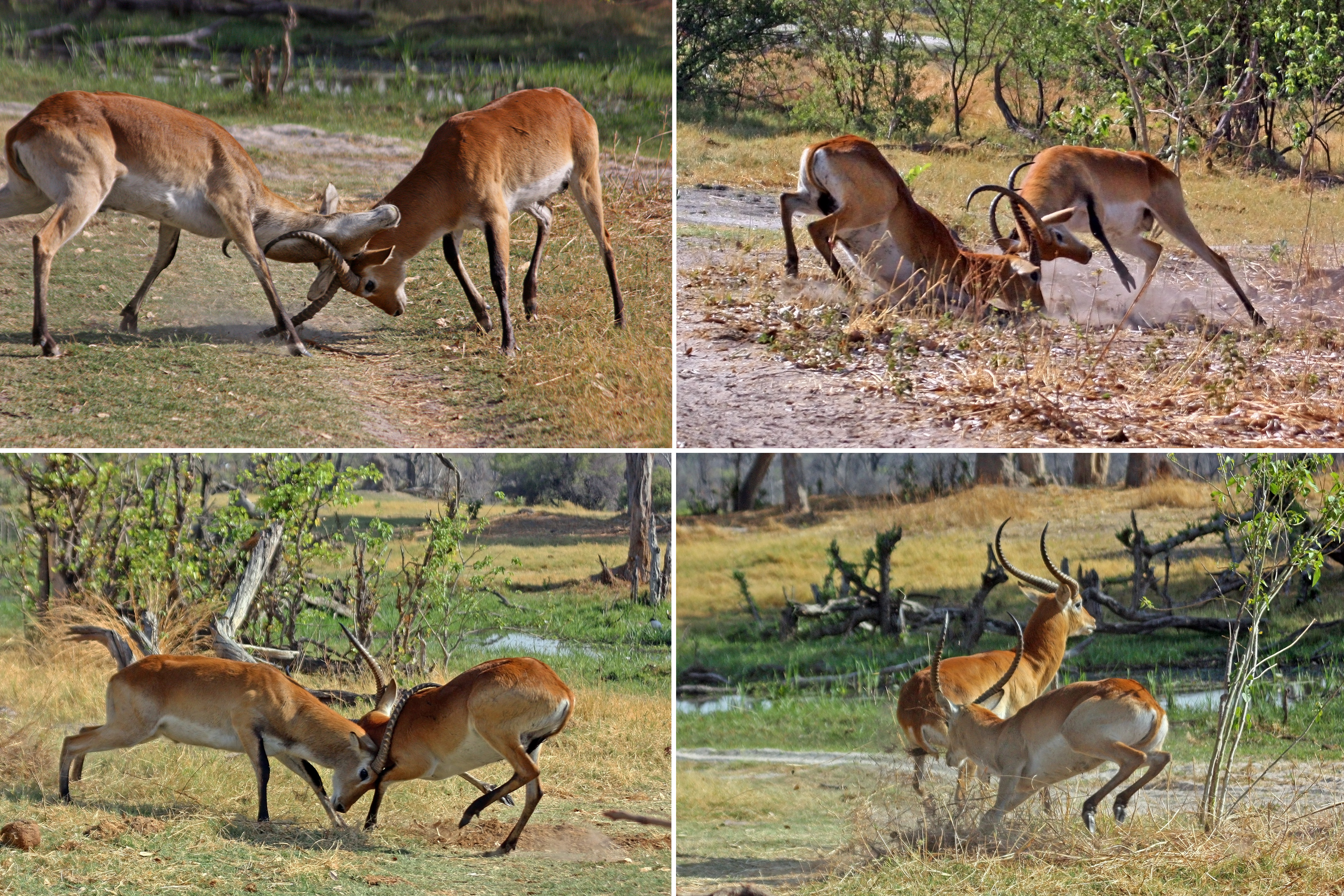
Самці червоного лехве б'ються один з одним, дельта Окаванго, Ботсвана

## Середовище проживання
Лехве зустрічаються в болотистих районах, де вони споживають водні рослини, відіграючи важливу роль травоїдної тварини. Як захист від хижаків вони використовують водойми, в яких стоять по коліно у воді. Їхні ноги покриті водовідштовхувальним матеріалом, що дозволяє їм досить швидко рухатись в такому середовищі. Лехве активні в денний час. Вони збираються в стада, які можуть налічувати багато тисяч тварин. У стадах зазвичай містяться тварини однієї статі, але в шлюбний період вони змішуються.

## Таксономія

### Підвид
Розрізняють чотири підвиди лехве.

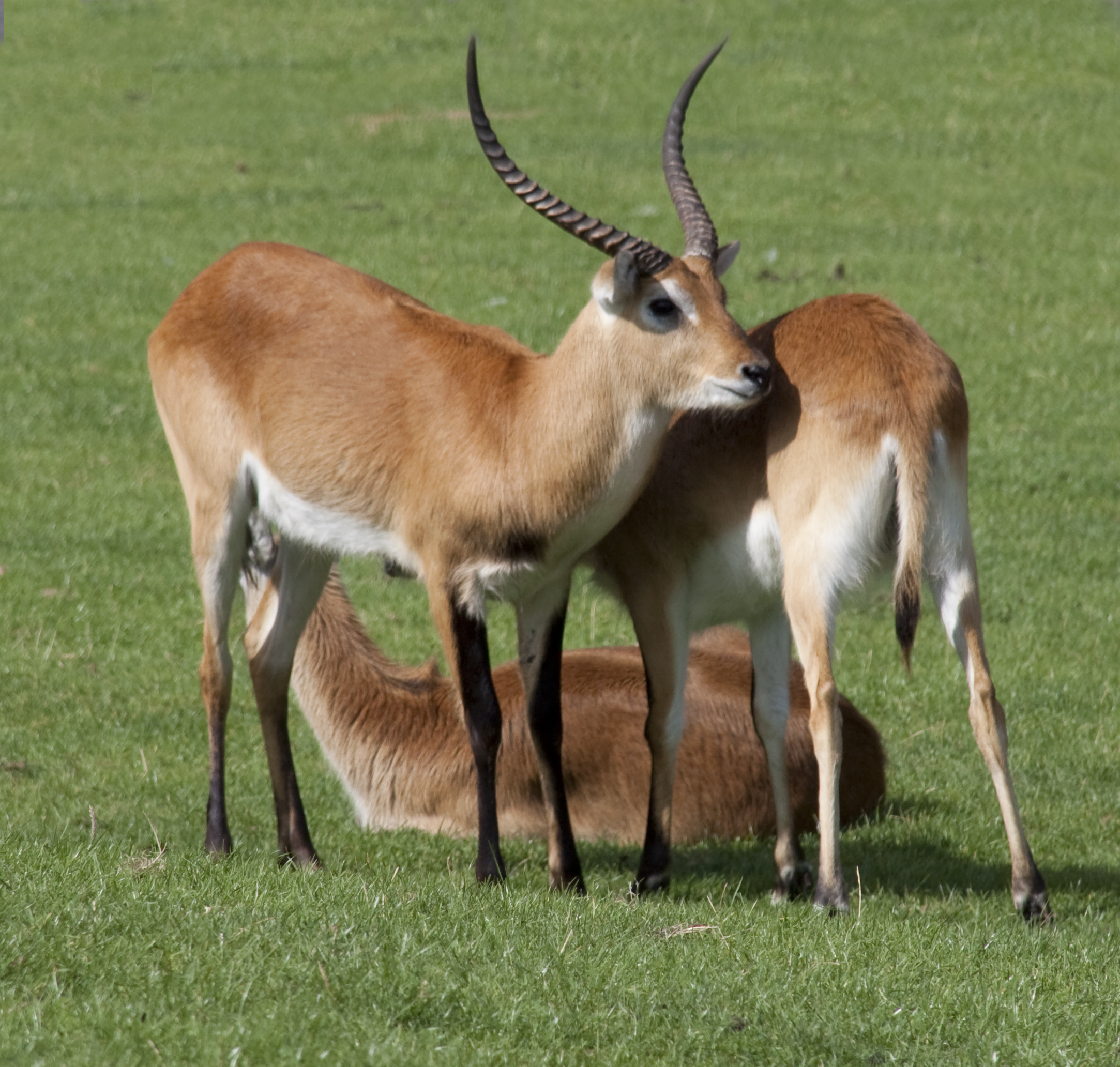
Самець підвиду «Кафуе лехве» (K. l. kafuensis) має більше чорного кольору на передніх ногах і грудях, ніж у підвидів «червоний лехве» і «Upemba лехве», але менше, ніж у «чорного лехве», який також має трохи чорного кольору по боках

- Звичайний червоний лехве (Kobus leche leche) (Грей, 1850) — широко поширений у болотах Зімбабве, Ботсвани, Намібії та Замбії.
- Кафуе лехве[en] (Kobus leche kafuensis) (Халтенорт[en], 1963) — поширення виду обмежене рівниною Кафуе[en] (яка сезонно затоплюється річкою Кафуе, Замбія).
- † Лехве Робертса[en] (Kobus leche robertsi) (Ротшильд, 1907) — підвид раніше зустрічався на північному сході Замбії, наразі вимерлий. Також називається Kawambwa lechwe.
- Чорний лехве (Kobus leche smithemani) (Лідеккер, 1900) — підвид зустрічається у регіоні Бангвеулу[en] в Замбії.

Крім того, деякі організації та органи влади вважають Upemba lechwe (Kobus anselli) і вимерлий Кейп Лехве (Kobus venterae) окремими підвидами (Kobus leche anselli та Kobus leche venterae).
Незважаючи на те, що Нільський лехве (K. megaceros) споріднений та має назву «лехве», його послідовно визнають окремим видом.

## Розмноження
Лехве спаровуються під час сезону дощів з листопада по лютий. Вагітність триває сім-вісім місяців, тому більшість телят народжується з липня по вересень. Випадки гібридів між лехве і водяними козлами спостерігалися, хоча і не дуже часто.

## Загрози
Кількість червоних лехве оцінюється в 80 000 (2013), чорних лехве — 49 036, Кафуе лехве — 28 711 (2015). Якщо припустити, що Упемба лехве все ще нараховує 1000 тварин, загальна популяція становитиме 158 750, що демонструє зменшення на 25 % порівняно з 1999 роком. Існує тенденція до збільшення (або стабільності) популяції чорного лехве та зменшення популяцій червоного лехве (за межами деяких охоронюваних територій), Кафуе лехве, і, ймовірно, Упемба лехве. Таким чином, вид близький до порогу вразливості. Причини зменшення — браконьєрство, розширення сільського господарства та випасання худоби, зміна водогосподарських режимів, посуха та посягання чужорідних видів рослин.
Підвид лехве Робертса (K. l. robertsi), що колись мешкав у міжріччі Луонго і Луени, вважається вимерлим, оскільки з 1980-х років не зустрічався жоден його представник.